# Нерозрізна балка
Нерозрізна́ ба́лка (англ. continuous beam) — балка, що лежить на декількох опорах і не має проміжних шарнірів.
Нерозрізні балки, широко застосовуються в різних будівельних конструкціях. Вони є статично невизначуваними (англ. statically indeterminate continuous beam), якщо кількість опор становить більше ніж дві.

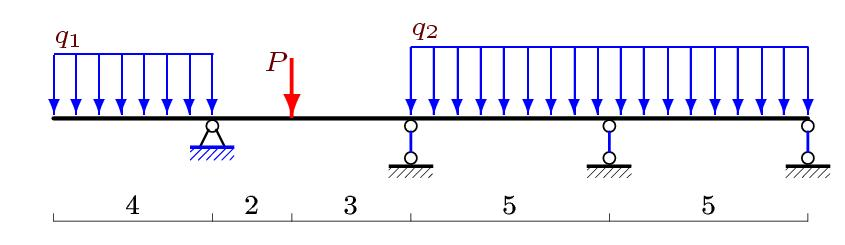
Нерозрізна балка з чотирма опорами

На рисунку зображено нерозрізну балку, що опирається на чотири шарнірні опори. Одна з опор (на рисунку перша зліва) виконується шарнірно нерухомою для сприймання осьового навантаження, решта — шарнірно рухомими, що дає змогу балці вільно змінювати свою довжину із зміною температури.
При опиранні балки на m шарнірних опор буде стільки ж вертикальних реакцій. Оскільки умов рівноваги балки можна записати лише дві, то така балка буде {\displaystyle m-2} разів статично невизначувана. Отже, кількість «зайвих» зв'язків, а отже, і «зайвих» реакцій, дорівнює кількості проміжних опор. Іноді крайня опора виконується у вигляді затиснення (защемлення) кінця балки. У цьому разі ступінь статичної невизначуваності збільшується на одиницю порівняно з шарнірною опорою.
Визначення реакцій опор балок такого типу проводять з використанням рівняння трьох моментів. Виведення рівняння трьох моментів передбачає, що після уведення шарнірів над опорами отримується статично визначувана система з {\displaystyle n=m-1} балок, кожна з яких є простою балкою з опорами на кінцях. Невідомими є при цьому методі — моменти, прикладені на кінцях незалежних балок, які визначаються з рівнянь, записаних для трьох сусідніх прогонів балки:
{\displaystyle M_{i-1}l_{i}+2M_{i}(l_{i}+l_{i+1})+M_{i+1}l_{i+1}=-6\left({\frac {\Omega _{i}a_{i}}{l_{i}}}+{\frac {\Omega _{i+1}b_{i+1}}{l_{i+1}}}\right).}
Тут {\displaystyle \Omega _{i}} — площа епюри моментів i-ї статично визначуваної балки; 
{\displaystyle a_{i}} — відстань від центра ваги i-ї епюри до лівого кінця балки;
{\displaystyle b_{i}} — відстань від центра ваги i-ї епюри до правого кінця балки;
{\displaystyle l_{i}=a_{i}+b_{i}} — довжина i-ї балки.
Це рівняння називається «рівнянням трьох моментів», тому що в нього входять опорні моменти на трьох сусідніх опорах. Цих рівнянь виходить стільки, скільки вводиться шарнірів для утворення основної системи. Як було сказано вище, їхнє число дорівнює кількості проміжних шарнірних опор. Для того щоб одержати систему рівнянь послідовно записують рівняння для кожної проміжної опори. Оскільки це рівняння отримане для i-ї статично визначуваної балки, то для складання системи треба додати цьому індексу значення {\displaystyle i=1,2,...,m-1} відповідні номерам проміжних опор. В отриманій системі лінійних алгебраїчних рівнянь кожне рівняння буде містити три невідомих опорних моменти, а перше й останнє — два.